# ネルウァ＝アントニヌス朝

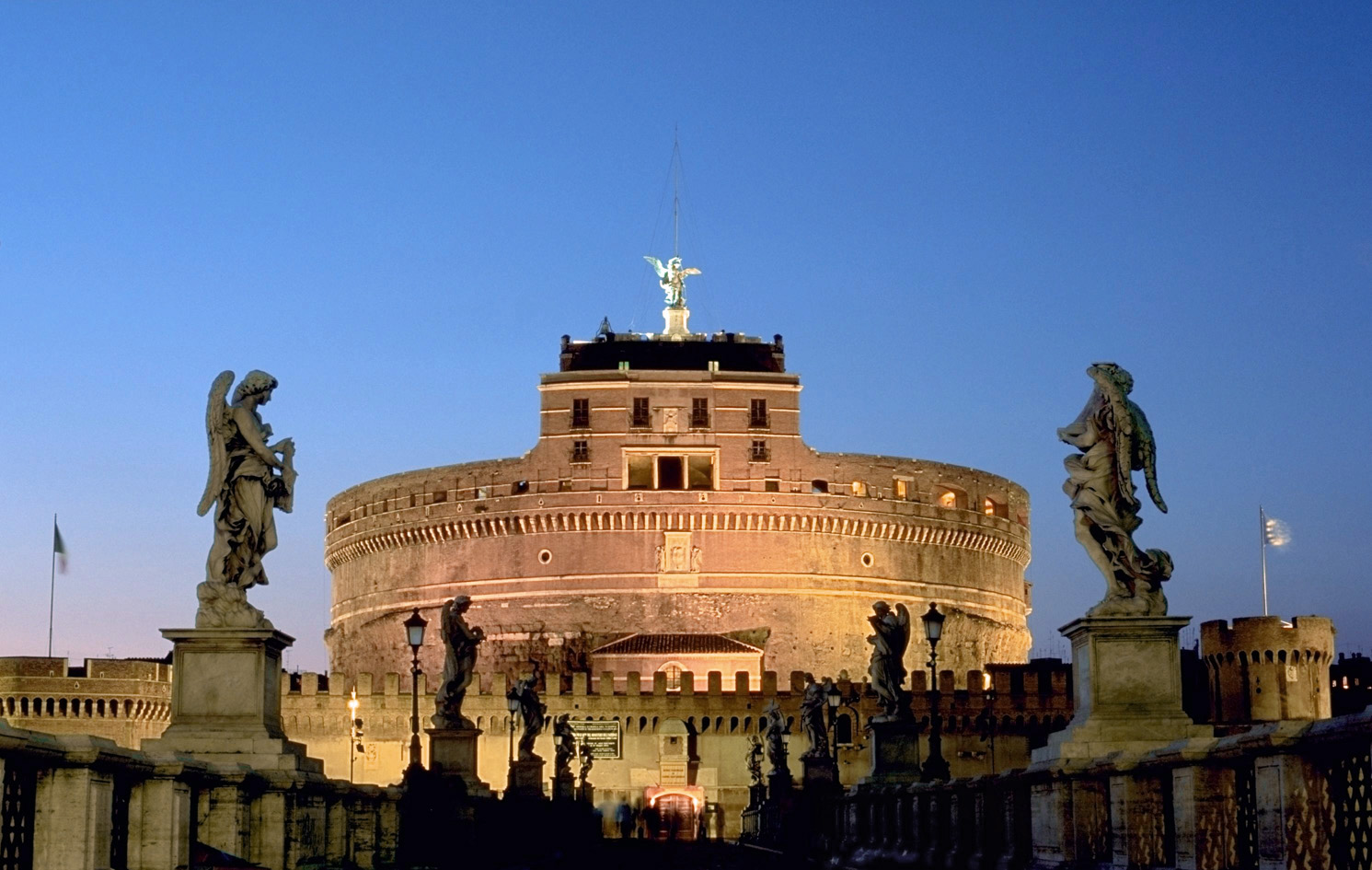
ハドリアヌス廟

ネルウァ＝アントニヌス朝（ネルウァ＝アントニヌスちょう、英語：Nerva-Antonine dynasty）は、古代ローマ帝国の王朝で、帝政中期（西暦96年 - 192年）の7人の皇帝（ネルウァ、トラヤヌス、ハドリアヌス、アントニヌス・ピウス、マルクス・アウレリウス、ルキウス・ウェルス、コンモドゥス）の一統、またその治世を指す。
特にアウレリウス帝の共同皇帝であったルキウス帝と、アウレリウスの息子であるコンモドゥス帝を除いた5名を「五賢帝」として、古代ローマの最盛期だとする歴史家もいる。

## 概要

### 背景

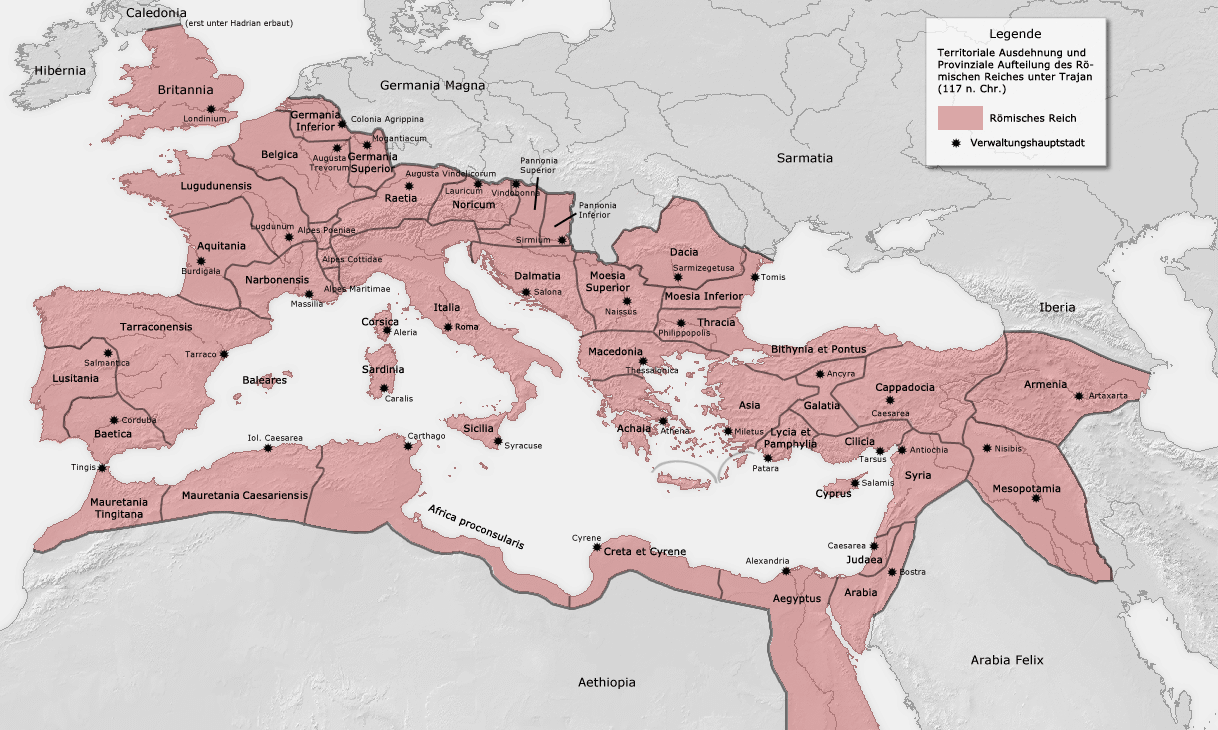
同王朝で帝国は最大領域に到達した

ネルウァ＝アントニヌス朝では、最初の王朝であるユリウス＝クラウディウス朝と同じく、複雑な過程（＝単純な直系による世襲でない）で皇帝位が継承された。
この王朝の皇帝たちはネルウァを除いて一定の血縁関係を持っていた（例えばハドリアヌスとアウレリウスは親戚関係である。ただし、ネルウァとトラヤヌスはユリウス＝クラウディウス朝とフラウィウス朝を介して遠縁にあたる）ものの、直系の血縁者よりも実力のある縁者を養子にして即位させるという独特の形式を取ったことで、血縁より実力を優先したと解釈する論者も多い。故にアウレリウス帝が長子コンモドゥスに帝位を継承させたことで「実力主義的制度」が崩れたと批判される傾向にある。
しかし、今日ではこうした見方はネルウァ＝アントニヌス朝の継承方法を美化し過ぎていると考えられている。アウレリウスまでの5人の皇帝は単純に男子の継承者を持てず（ネルウァは高齢、トラヤヌスとハドリアヌスは同性愛者、アントニヌスは娘しかおらず、ルキウスは早くに亡くなった）、縁戚の実力者を皇帝に据えるしかなかった。アウレリウスはコンモドゥスという継承者を持つことが出来たので、生物学上の問題を考慮せずに皇帝を選べたのである。また前述の通り、彼らは直系ではないものの初代当主ネルウァを除いて親戚関係にあったため、純粋な他人を養子にしたのはネルウァ・トラヤヌス間だけである。
特にアントニヌスからコンモドゥスまでには深い血縁関係があることから、王朝をネルウァ＝トラヤヌス朝（ウルピウス朝）とアントニヌス朝に分離して考えることもある。

### ネルウァ＝トラヤヌス朝
ネルウァ＝トラヤヌス朝は3名の皇帝が含まれ、ネルウァ・トラヤヌス間の養子継承という出来事を強調してこの名称で呼ばれる。トラヤヌスの属するウルピウス氏族を母に持つハドリアヌス（父方はアエリウス氏族に属する）が跡を継いだことからウルピウス朝とも呼ばれる。

### アントニヌス朝
アントニヌス朝は、138年から192年までの間を統治した4人のローマ皇帝が含まれる。家系的にはアウレリウス氏族とその親族アンニウス氏族による世襲である。またアンニウス氏族はウルピウス氏族の親族でもあり、両者を結ぶ関係にある。
138年、ハドリアヌスは腹心であったアントニヌス・ピウスを次の皇帝に指名して亡くなった。またアントニヌスはハドリアヌスとトラヤヌスの親族（トラヤヌスの姉の曾孫で姪の孫。ハドリアヌスのいとこおばの曾孫で又従姉の孫）である大ファウスティナと結婚していた。アントニヌス・ピウスは妻の甥であるマルクス・アウレリウス・アントニヌスと、有力な臣下の息子であるルキウス・ウェルスの2人を後継者に指名して亡くなった。2人は共同皇帝として帝国を統治し、ルキウス・ウェルスの死後はアウレリウスの単独統治となった。アウレリウスは先帝アントニヌスの娘で、叔母・大ファウスティナの子でもある小ファウスティナといとこ婚をした。
アウレリウスと小ファウスティナの間に生まれたコンモドゥスは母方の祖父にアントニヌスを持ち、また父母双方の出身家であるウェルス家を通じてトラヤヌスとハドリアヌスの一族の血を引いていた。また姉であるルキッラはルキウス・ウェルスの妻となっていた。血統の連続性を強く持つコンモドゥス帝であったが、暴政の末に暗殺され、アントニヌス朝、あるいはネルウァ＝アントニヌス朝からの皇帝輩出は断絶した。

### 断絶後のネルウァ＝アントニヌス朝の血統
ネルウァ=アントニヌス朝の血統そのものはマルクス・アウレリウスの長女のガレリア・ファウスティナと妹で、コンモドゥスの叔母コルニフィキア（122年/123年 - 152年から158年以前）を通じて継続。ガレリアの一人息子ティベリウス・クラウディウス・セウェルス・プロクルス（163年 - 218年。父はグナエウス・クラウディウス・セウェルス（133年 - 197年））とコルニフィキアの孫娘アンニア・ファウスティナ（165年 - 218年、母がコルニフィキアの娘ウッミディア・コルニフィキア・ファウスティナ（141年- 182年））が結婚し、アンニア・アウレリア・ファウスティナ（201年頃 - 222年頃）が生まれた。アウレリアはセウェルス朝の君主で、セプティミウス・セウェルスの後妻ユリア・ドムナの大甥にあたるヘリオガバルスの3番目の妻となった。これは先代王朝との連続を意図して行われたと見られているが、両者の間に子供は生まれなかった。アウレリアはヘリオガバルスと結婚する前、前夫ポンポニウス・バッスス（175年 - 221年）との間に1男1女（ポンポニウス・バッスス（220年 - 271年以降）とポンポニア・ウッミディア（219年 - 275年以降））を儲けており、彼女の血筋は少なくともアントニヌス朝断絶から約540年後の8世紀まで存続している。その血筋の人物としては、西ローマ帝国末期の皇帝の1人オリュブリウス帝がいる。

## 肖像

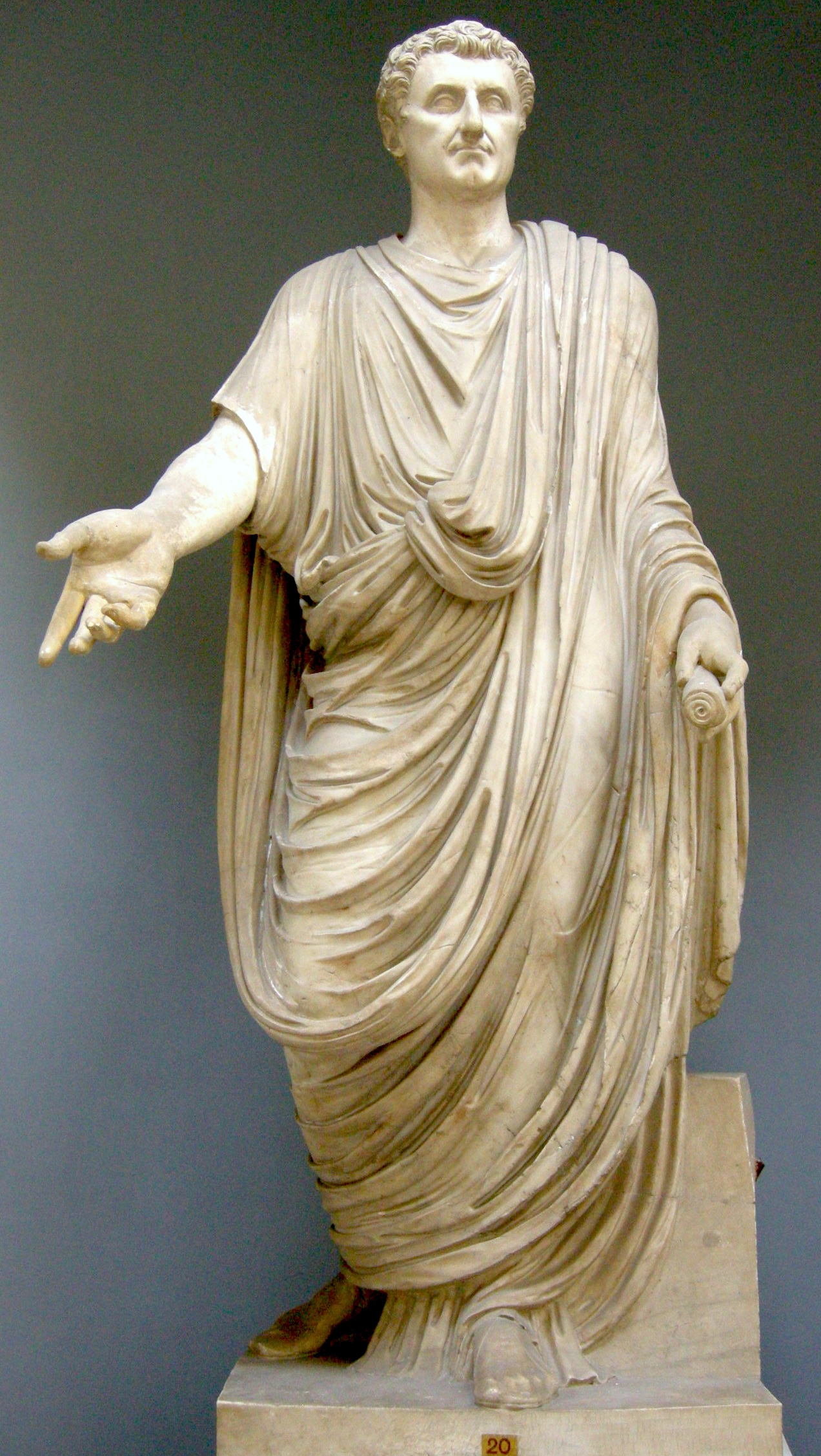
マルクス・コッケイウス・ネルウァ
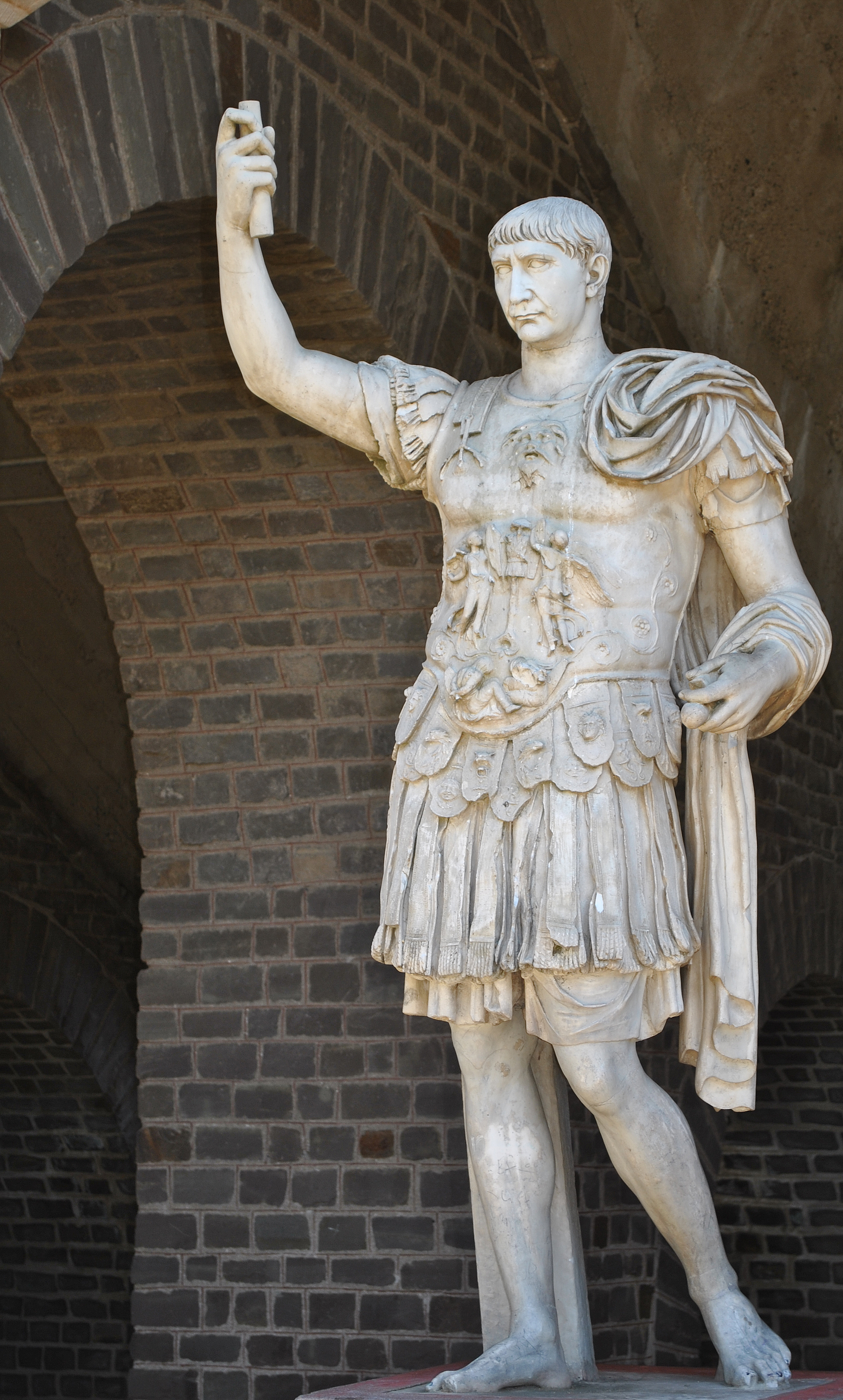
マルクス・ウルピウス・ネルウァ・トラヤヌス
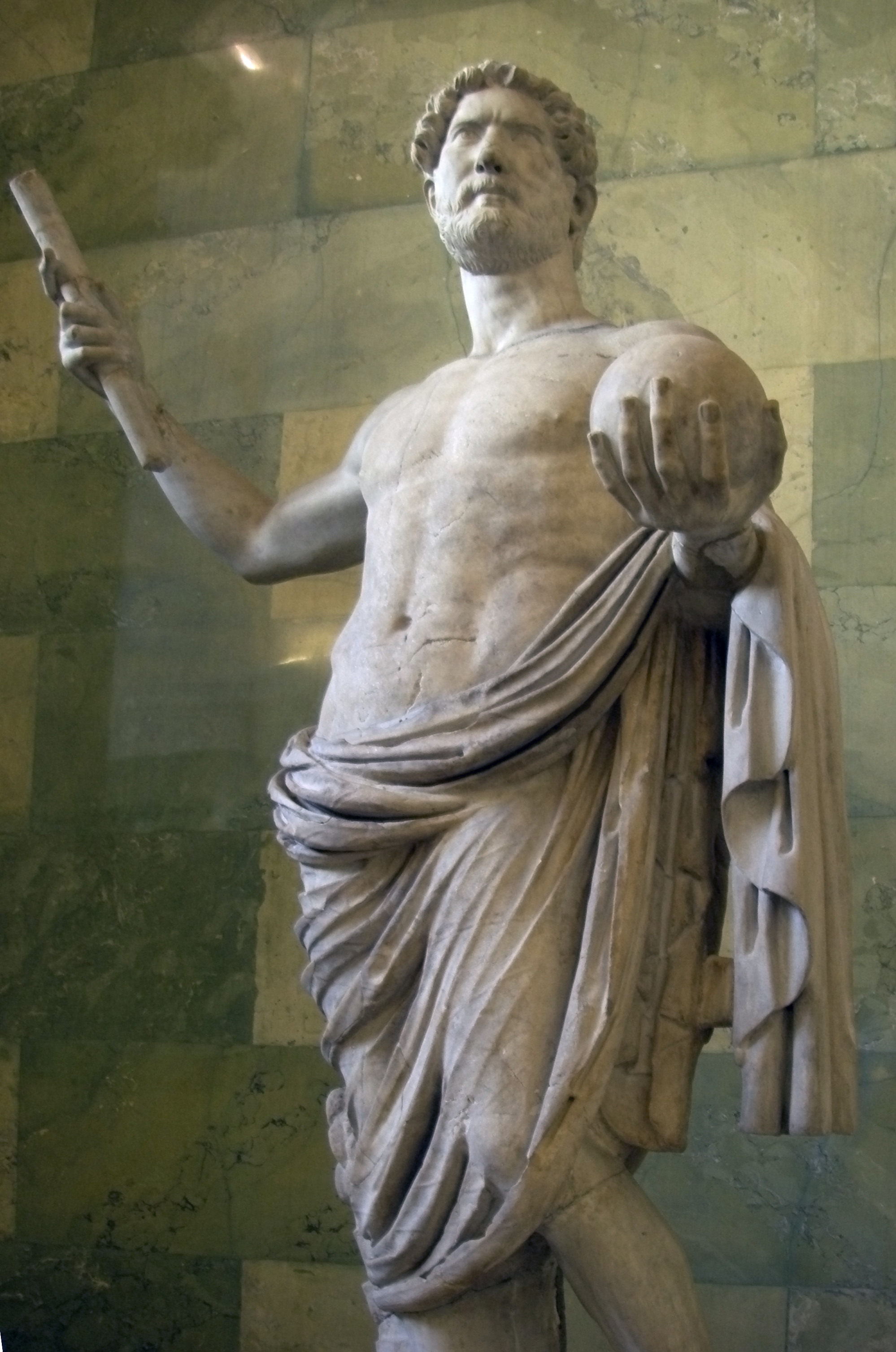
プブリウス・アエリウス・トラヤヌス・ハドリアヌス
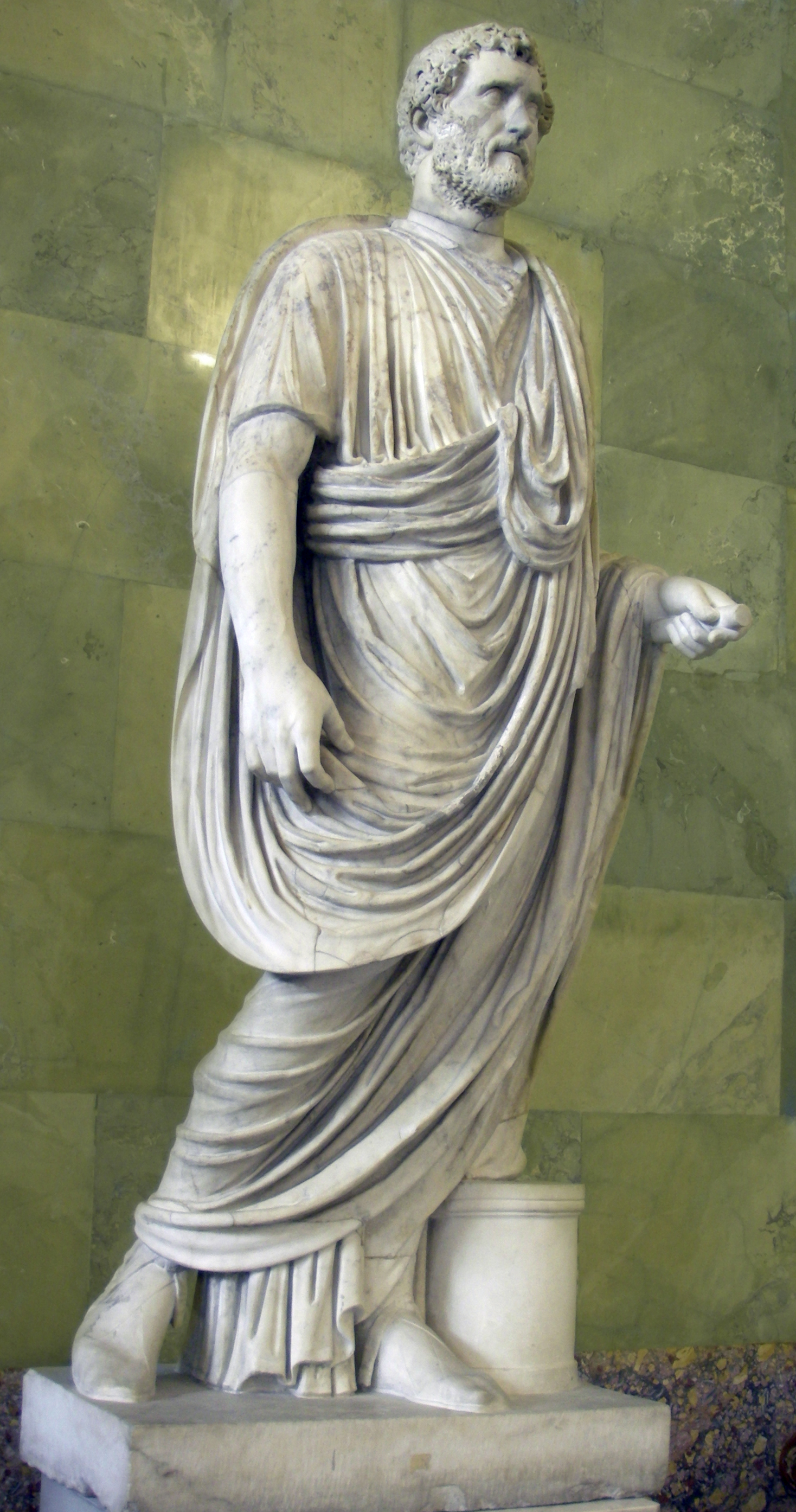
ティトゥス・アウレリウス・フルウィウス・ボイオニウス・アリウス・アントニヌス・ピウス
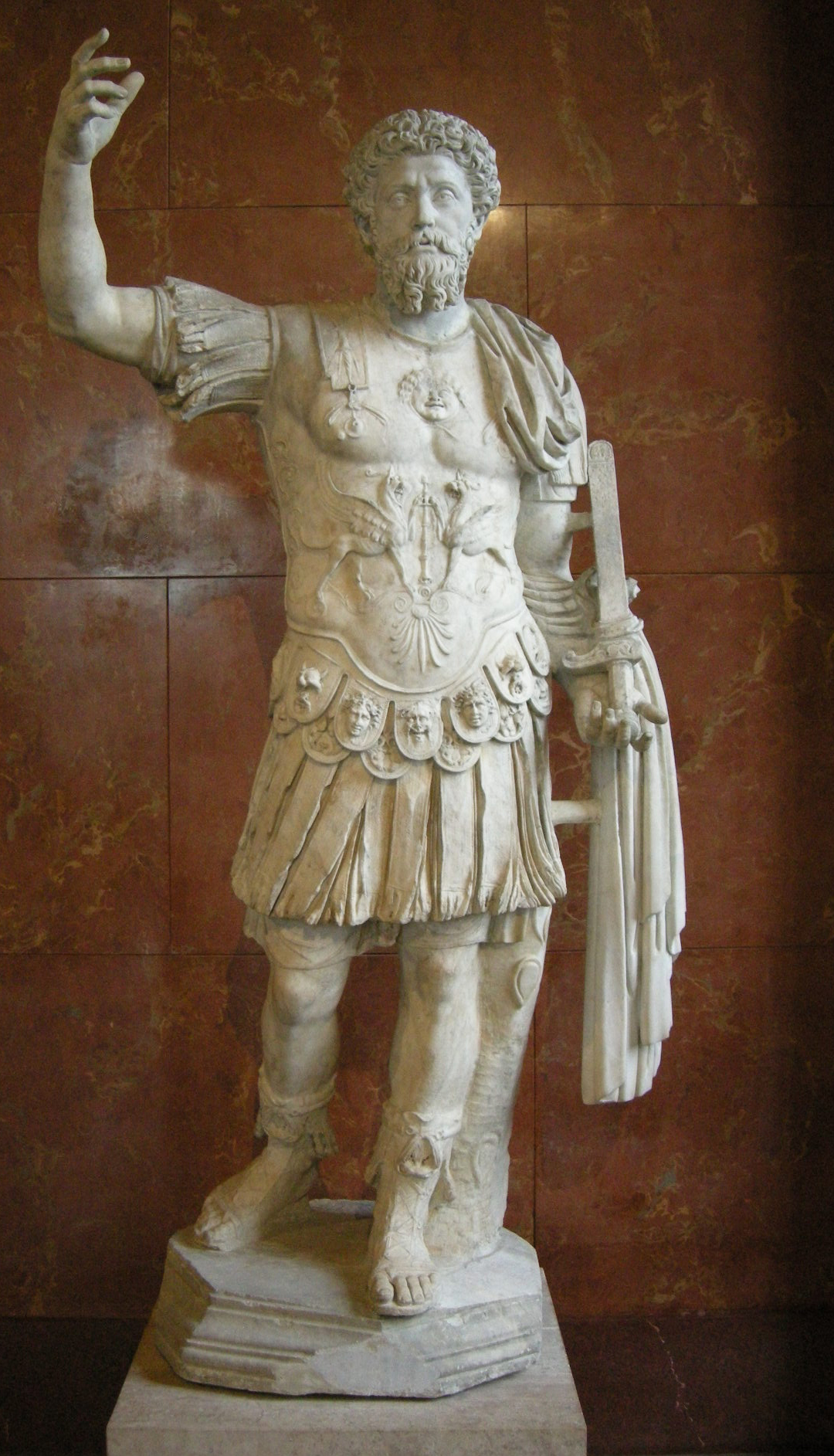
マルクス・アウレリウス・アントニヌス
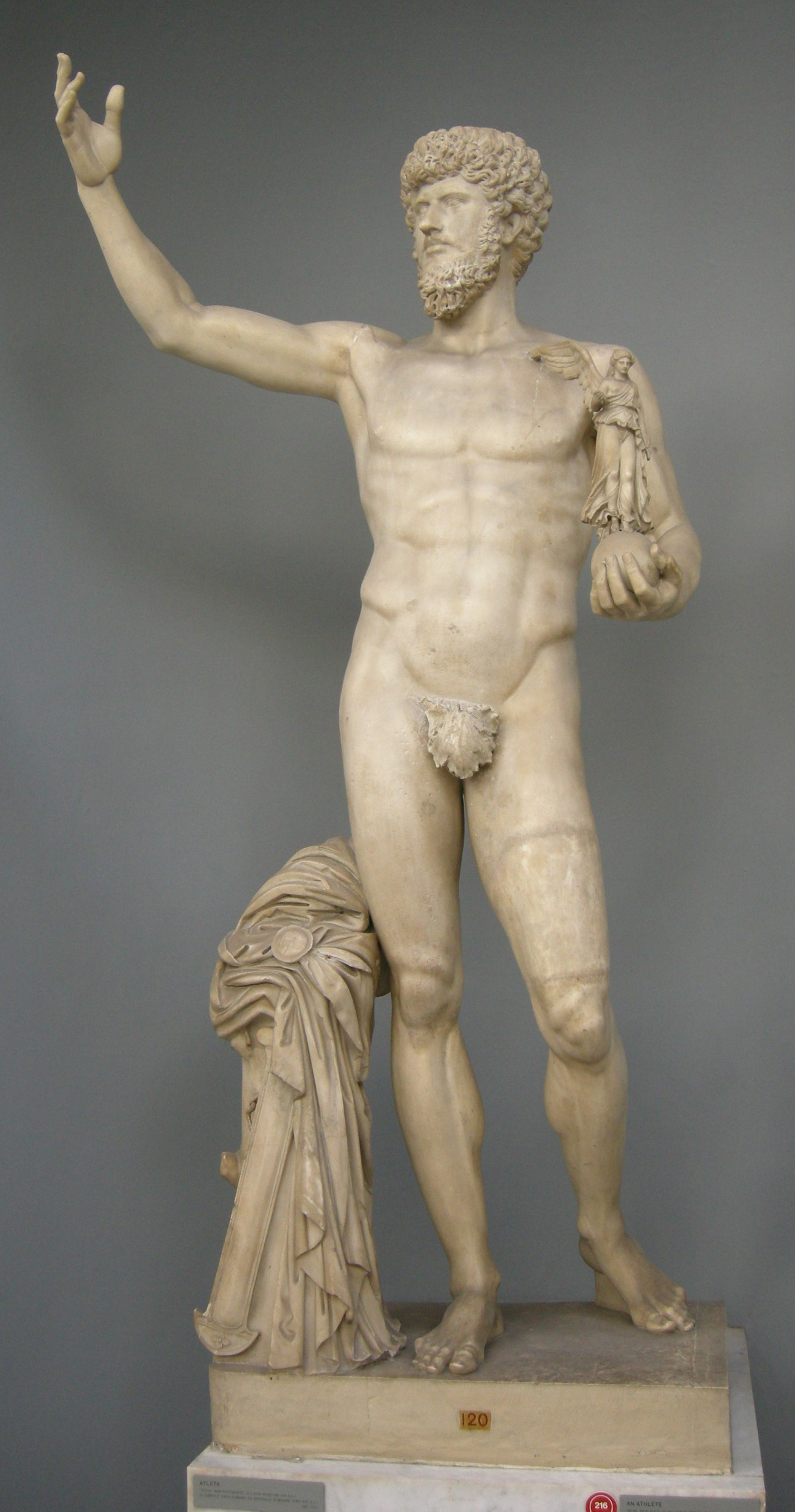
ルキウス・ケイオニウス・コンモドゥス・ウェルス
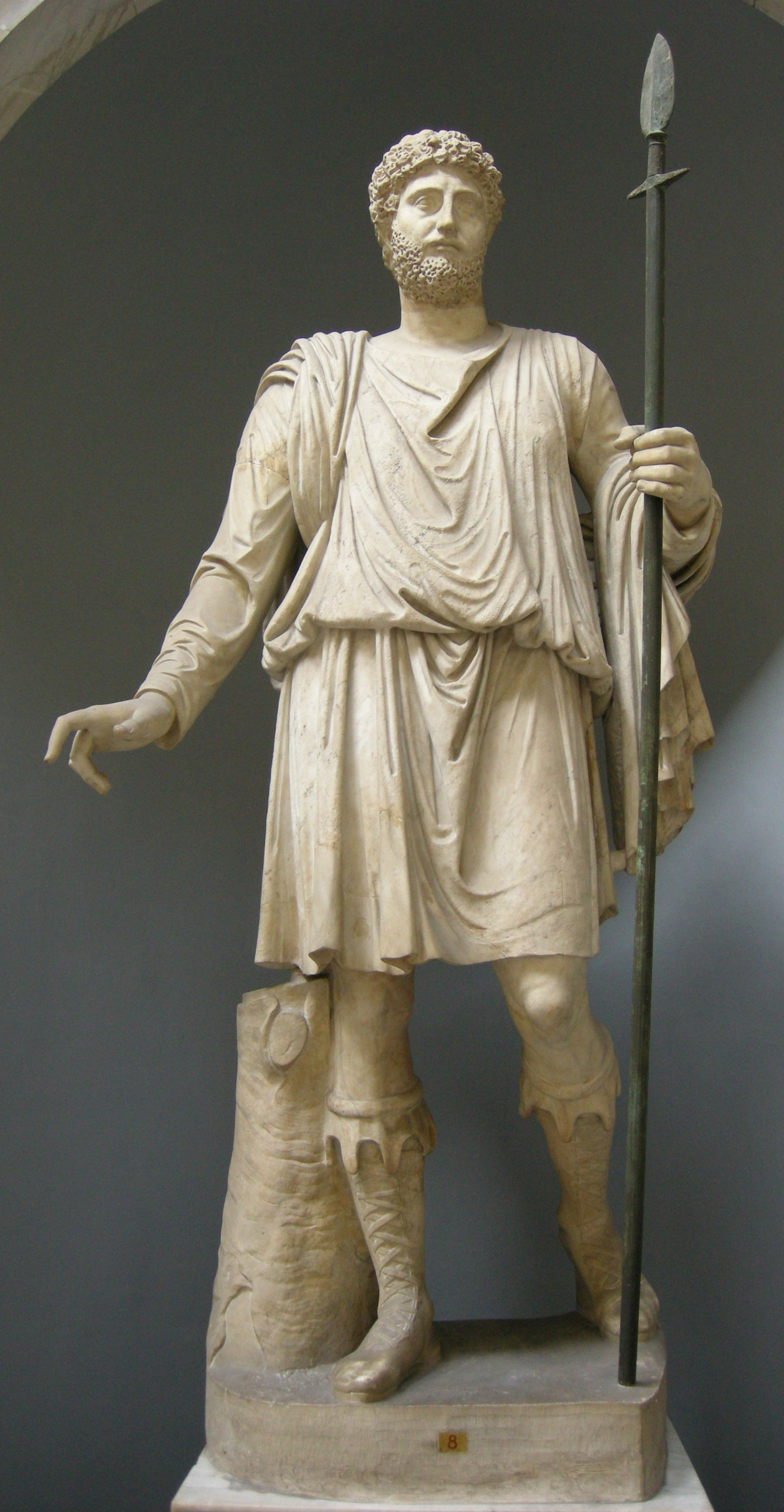
ルキウス・アウレリウス・コンモドゥス・アントニヌス

## 歴代君主

### ネルウァ
マルクス・コッケイウス・ネルウァは補充執政官の子として生まれ、家督を継いで元老院議員となった典型的な貴族出身の有力者であった。
コッケイウス氏族、およびそれに属するネルウァ家は共和制から続く古い家柄ながらもさほどの名声はなく、ネルウァの祖父の代から表舞台で活躍を始めた。一族はユリウス＝クラウディウス朝で力を蓄え、ネルウァも家督を継ぐと皇帝の側近となった。同王朝が倒れるとネルウァは旧友であった将軍ウェスパシアヌスの反乱を支援する巧みな処世術を見せ、続くフラウィウス朝でも一族の地位を守り続けた。そして晩年にフラウィウス朝もまた倒れると、元老院内の権力闘争を活用してより有力な人物を抑えて帝位を獲得した。
しかし、ネルウァは処世術に長けた人物ではあったが、外征や政務などで格別の才覚や功績を持っていたわけではなかった。また軍・元老院・民衆といった帝位を支える勢力に確固たる支持を得ていなかった。決して無能ではないものの、皇帝としては凡庸な能力や弱い権力基盤しか持たなかったネルウァは、給与増額や減税で周囲の忠誠を得る手段を選んだ。だがこうした行動は必然的に財政難を引き起こし、さらに軍の掌握は金銭をもってしても十分ではなかった。加えて老齢でありながら子宝に恵まれない不幸もあり、一族自体にも有力な男子後継者がおらず、自らの王朝を開く見通しは失われていた。これらもネルウァにとっては痛手となった。
追い詰められたネルウァは、せめてもの影響力維持を望んで自身の腹心を後継者に指名したが、それすらも軍の圧力で撤回させられた。軍の意向は将軍として多くの功績を挙げていたトラヤヌスへの帝位移譲で、もはやネルウァには何の権限も残されていなかった。トラヤヌスの後継者指名からしばらくしてネルウァは病死し、遺骸はトラヤヌスによってアウグストゥス廟に葬られた。名目上、トラヤヌスはネルウァ家の家督を養子として引き継ぎ（ネルウァ＝トラヤヌス家）、ネルウァ＝トラヤヌス朝と呼ばれる王朝が始まった。
後にトラヤヌスが発行した記念通貨には実父と並んで義父（ネルウァ）が刻まれており、実態としてはトラヤヌスを始祖とする王朝でありつつも、その大義名分として義父たるネルウァが崇敬されていたことがうかがえる。

### トラヤヌス
ネルウァ死没後、帝位と家督を引き継いで台頭したマルクス・ウルピウス・トラヤヌスは属州出身者としては初の皇帝として知られている。ただし属州で生まれ育った人物として初めてという意味であり、トラヤヌス家自体は本土出身の古いローマ人の家系である。フラウィウス朝で軍人として顕著な活躍を見せ、帝国軍の尊敬を一身に集める存在であったトラヤヌスは、軍を支持基盤にして磐石な治世を開始した。彼の治世はその栄達と同じく、輝かしい軍功で彩られることになった。
即位して3年後に体制を整えたトラヤヌスは、フラウィウス朝が試みて失敗していたダキア王国への遠征を自ら執り行った。数度の戦闘と停戦を経てダキア王デケバルスを討ち取ったトラヤヌスはダキア王国を併合し、「属州ダキア」として帝国領土へと加えた。さらに並行して東方のナバテア王国にも手を伸ばし、これを併合して「属州アラビア・ペトラエア」を編成した。一連の功績で元老院からダキクス・マキシムス（ダキア全土の征服者）の称号を与えられ、ローマ帝国の領域拡大が進んだ。しかしこれはトラヤヌスの征服事業の始まりに過ぎなかった。
数年後、国内統治にしばらく専念していたトラヤヌスは再び対外戦争を計画し始めていた。今度の対象は東方の大帝国パルティアであった。両国の係争地となっていたアルメニア王国にパルティアが侵攻するとただちにトラヤヌスの親征が開始され、両軍はアルメニア国内で衝突した。軍配はトラヤヌスの側に上がり、アルメニアを完全に属国化して「属州アルメニア」として併合した。翌年に攻勢へと転じたトラヤヌスは一挙にパルティア南部へと切り込み、獲得した占領地に「属州メソポタミア」の設立を宣言した。パルティア側は次第に劣勢が明らかになり初め、トラヤヌスは計画を拡大してパルティア全土の征服を目標に掲げて進軍を継続した。
最終的にトラヤヌスの遠征はアラビア海沿いのカラケネ王国にまで達し、属州メソポタミアから前線までの領域に「属州アッシリア」を編成した。この大遠征はアレクサンドロス大王の東征としばしば比較されるほどの偉業であったが、トラヤヌスもまた遠征中に病に倒れ、帰国中に病没した。男子を持たなかったトラヤヌスの帝位は従甥（従兄弟の子）であるハドリアヌスに引き継がれた。

### ハドリアヌス
トラヤヌスにはウルピアという父方の叔母がおり、元老院議員プブリウス・アエリウス・ハドリアヌス・マルッリヌスとの間に一子プブリウス・アエリウス・ハドリアヌス・アフェルを儲けていた。その従兄弟ハドリアヌス・アフェルの子こそが他ならぬハドリアヌスであった。
ハドリアヌス・アフェルはフラウィウス朝時代に早世したが、ハドリアヌスは皇帝となったトラヤヌスを支え、また皇帝の従甥として王朝内で存在感を発揮していた。ダキア戦争、パルティア遠征にも同行したハドリアヌスは、男子を持たなかったトラヤヌスが陣中で死ぬと、すぐに帝位継承に乗り出した。トラヤヌスの妻である皇后ポンペイア・プロティナ・クラウディア・フォエベ・ピソを抱き込んで王朝内の支持を固め、ネルウァ＝トラヤヌス家の家督を相続する形式で帝位継承を承認させた。
即位したハドリアヌスは、まず従伯父が広げた領土の縮小を断行した。戦勝に沸く民衆・元老院・軍はこれを不愉快に感じたが、先代よりも現実的な性格であったハドリアヌスは、無為に領域を広げるよりも必要最小限の領地を確実に統治することを望んでいた。軍内でも強硬派の将軍たちを粛清し、パルティアとは領土の大部分を返還する代わりに友好的な講和を結んで撤退した。対照的にダキアとアラビア・ペトラエアは有益で管理も容易と判断して領土に残し、これらの再編された帝国領に強固な要塞線を建設して国境防衛を強化することに腐心した（ハドリアヌスの長城）。また、属州各地を隈なく巡察するなど領国整備にも全力を傾け、依然として広大な帝国の再編に生涯を費やした。
しかし、このような消極的ともいえる統治は周囲からの不興を集め、ハドリアヌスが不満を粛清と弾圧で押さえ込んだことも一層彼への憎悪を深めた。加えてネルウァ、トラヤヌスと同じく子を持たず（ただし両名と違ってハドリアヌスの場合は同性愛者であったためである）、晩年には王朝内での権力闘争も相次いだ。最終的にハドリアヌスは重臣であったティトゥス・アウレリウス・アントニヌスを後継者に選んだ。ただし条件付きの帝位継承であり、その一つがアントニヌスの妻・大ファウスティナの甥であるマルクス・アウレリウスを後継者に指名することであった。大ファウスティナはトラヤヌスの曾姪にあたり、王朝の一員でもあった。
アントニヌス・ピウスが後継者になってからほどなく、ハドリアヌスは死没した。彼を憎む人々はその名誉を剥奪しようとしたが、アントニヌスは頑なにこれを拒んだと言われている。

### アントニヌス・ピウス
元老院議員ティトゥス・アウレリウス・フルウィウスの子であるアントニヌスはハドリアヌスの寵愛を受けていた重臣の一人で、政敵であったルキウス・アエリウスが死ぬと後継者に選ばれた。ただし条件として、王朝の一員である妻ファウスティナの甥マルクス・アンニウス・カッティリウスとルキウス・アエリウスの遺児ルキウス・ウェルスを後継者に指名することが求められた。息子に先立たれていたアントニヌスはこれを受け入れ、皇帝に即位すると甥と政敵の息子に副帝および皇子の称号を与えた。この際、甥カッティリウスは叔母夫婦に引き取られてマルクス・アウレリウス・アントニヌスと改名した。
アントニヌスはまず、名誉剥奪の危機にあったハドリアヌスの擁護に努め、彼を歴代皇帝の慣習と同じく神に祀ることを元老院に認めさせた。この逸話から彼は、元老院より「アントニヌス・ピウス（慈悲深きアントニヌス）」の称号を与えられ、全名よりもこの渾名で後世に知られている。治世ではハドリアヌスと同じく軍に対しては距離を取った統治を好んだが、同時に属州各地を回った先帝とは対照的に一度も本土から離れなかった。そのため、元老院からは深い信頼関係を築き上げ、また内政面でもローマ法の改革に辣腕を揮った。しかしその反面として、帝国の国防には大きな関心を払わず、攻撃・防御の双方で最小限の行動に留めた。
安定した治世はアウグストゥスやティベリウスに次ぐ長期に亘った。後継者指名については、政敵の子ルキウスに一切の官職を与えない一方、甥のアウレリウスを優遇することで妻の一族への帝位継承を鮮明にした。その上で自身の長女である小ファウスティナとアウレリウスをいとこ婚させて自らの血筋も孫の代に引き継がれるように仕向け、家族間での世襲を完成させた。このことから、以降の王朝はネルウァ＝アントニヌス朝、もしくは単にアントニヌス朝へと呼ばれるようになった。後継者問題を整え終えた後、アントニヌスは娘と甥に看取られて病没した。

### マルクス・アウレリウス
トラヤヌスは先述の通り子を持たず、男系親族にも乏しかった彼の代でトラヤヌス家の男系は途絶えた。しかし女系は姉マルキアナを通して続いており、その末裔の一つがアンニウス氏族に属するウェルス家であった。ウェルス家は王朝の一員として重要な役割を果たしたが、当主マルクス・アンニウス・ウェルスの娘である大ファウスティナの夫アントニヌス・ピウスが帝位を引き継ぎ、さらにファウスティナの甥（兄の息子）であるマルクス・アウレリウスが後継者に指名されるとその権威は頂点に達した。
アウレリウスは王朝の一員として、後には皇帝となった叔父の後継者として貴族たちの中で養育されていた。しかし、幼い時に厳格な倫理観で知られるストア派哲学に傾倒したことが契機となり、彼は貴族社会の退廃を嫌う高潔な人物に育っていった。一説には帝位継承すらも疎んだと言われているが、叔父の娘である小ファウスティナと結婚するなど叔父による帝位継承への準備は着々と進められていった。また彼自身もストア派哲学を初めとして諸学に長け、元老院内でも知られた有能な行政官としての力量を備えていた。同じく帝位継承者であったルキウス・ウェルスとは対照的に、叔父や周囲からの信頼と支持を一身に受け、叔父の死後に帝位を継承した。
争いを好まなかったアウレリウスは政敵であるルキウス・ウェルスを粛清せず、そればかりか小ファウスティナとの間に生まれた長女ルキッラを嫁がせて一族に合流させる融和策をとった。民衆に対しても慈悲のある統治を行い、元老院との協調も失わなかった。そしてパルティアとの再戦、および蛮族の襲来から始まったマルコマンニ戦争を通じて軍からも崇敬に近い支持を獲得した。特に後者のマルコマンニ戦争では休戦期間を挟みつつ12年間も続いた戦争を指揮し続け、前線へ赴いて兵士たちを労わり続けた。人物としての唯一の欠点であった軍才の乏しさも、帝国の危機に毅然と対処し続ける中で将軍たちの支持を勝ち取ることにより埋め合わされた。
小ファウスティナとの間には7人の息子が生まれたが、そのうち成人したのはわずかに1人であった。それでも娘にしか恵まれなかったアウグストゥスの時代から常に後継者問題に悩まされ続けてきたローマの諸皇帝の中で、ウェスパシアヌス（長男ティトゥスに帝位を継承させることができた）に続いて2人目となる直系世襲に成功した。
その子の名はルキウス・アウレリウス・コンモドゥス・アントニヌス、後にローマ史の暴君の一人に数えられる人物であった。

#### ルキウス・ウェルス
ルキウス・アエリウスの遺児ルキウス・ウェルスは、ハドリアヌスによる遺言によってマルクス・アウレリウスと共にアントニヌスの後継者となった。アントニヌスは政敵の子であるウェルスを嫌い、成人するまで何の官職も与えなかった。これはアウレリウスが若年で執政官に叙任されていたこととは明らかに対照的であった。加えて周囲も怠惰な生活を送っていたウェルスを皇帝に相応しい器とは考えず、アントニヌス死没時は廃嫡すらも考えられたほどであったという。しかしアウレリウスの取り成しで共同皇帝となり、アウレリウスの長女ルキッラとの政略結婚も進められた。しかしウェルスの怠惰さは改められず、パルティアとの戦争では前線に赴いたものの何の功績も残さなかった。
ウェルスはマルコマンニ戦争の最中、アウレリウスと前線を訪問中に謎の死を遂げた。これをウェルスに愛想が尽きたアウレリウスによる暗殺とする説があるが、真相は定かではない。
無能さが強調されているが、ローマ初の共同皇帝制によって二正面の戦争（パルティアとゲルマニア）が可能になったことは、紛れもなくルキウス・ウェルスの功績である。

### コンモドゥス
アウレリウスは早い段階で後継者に恵まれていたが、無事に育ったのはただ1人であった。その息子を溺愛したアウレリウスは自ら教育を施し、16歳で執政官に叙任した。また、マルコマンニ戦争が起きると軍の閲兵式には必ず皇子として傍らに伴い、軍の将軍たちも前線を共にする幼い皇子に深い忠誠心を抱いた。血筋において祖父アントニヌスと父アウレリウス、そしてハドリアヌスとトラヤヌスとも血の繋がりを持つルキウス・アウレリウス・コンモドゥス・アントニヌスの治世は大きな期待を抱かれていた。
コンモドゥスは陣中にて没した父の代わりに将軍たちの忠誠を受け、最初の責務としてマルコマンニ戦争の指揮権を引き継いだ。将軍たちは彼は攻勢に転じることを進言したが、皇帝は優勢であるからこそ周辺の蛮族との有利な和睦を結ぶ機会と捉えていた。講和案で帝国は幾つかの蛮族を帝国の統制下に加えることに成功し、また服従しない勢力には攻撃を続けて屈服に追い込んだ。一通り蛮族へ撤兵か服従を認めさせると本国に帰還して、長期戦で肥大化していた軍団を縮小する軍事費削減を進めた。これは後に帝国財政の負担となる軍事費の膨大化を押さえ、セウェルス朝の軍制改革まで有効に機能した。後に同じことを試みた皇帝たちと違い、軍から深い敬意を受けていたことで反乱は起きなかった。
順調に推移していたコンモドゥスの治世は、貴族たちの退廃に飲み込まれるにつれて狂気を帯び始める。コンモドゥスは娯楽の一つであった剣闘技に傾倒するようになり、個人的な武勇と勇気のみに価値を置いて国政を省みなくなった。国費を投じて盛大な剣闘技大会を幾度も主催し、時には自らも剣闘技大会に出場して勇敢な戦いを民衆に示した。コンモドゥスは自らがヘラクレスの化身であると称して、獣の皮を身に纏いヘラクレスが用いた棍棒を手に玉座に座っていたとまで伝えられている。狂気に陥った皇帝をなだめる人間は誰であろうとその手で処刑した。コンモドゥスは父や祖父の如き善良な君主から、後世に知られる暴君へと成り下がった。
しかし狂気の暴政においても、彼は民衆への慈悲だけは失わず、施しや娯楽の提供を治世末期まで継続した。また軍の忠誠心も揺るがなかった。元老院のみでは皇帝に挑むことができないことは帝政時代の特徴であるが、コンモドゥスの治世はそれが顕著に現れた例の一つであった。コンモドゥスの狂気は愛人による暗殺まで続き、その死をもってネルウァ＝アントニヌス朝は断絶した。

## 家系図
|  |  |  |  |                             |                             |                             |                             |                             |                             |        |        |                         |                         |                         |                         |                         |                         |                |                |                             |                             |                             |                             |                             |                             |              |              |                         |                         |                         |                         |                         |                         |            |            |                             |                             |                             |                             |                             |                             |                         |                         |                           |                           |                           |                           |                           |                           |                   |                   |                           |                           |                           |                           |                           |                           |  |  |                   |                   |                   |                   |                   |                   |
|  |  |  |  |                             |                             |                             |                             |                             |                             |        |        |                         |                         |                         |                         |                         |                         |                |                |                             |                             |                             |                             |                             |                             |              |              |                         |                         |                         |                         |                         |                         |            |            |                             |                             |                             |                             |                             |                             |                         |                         |                           |                           |                           |                           |                           |                           |                   |                   |                           |                           |                           |                           |                           |                           |  |  |                   |                   |                   |                   |                   |                   |
|  |  |  |  |                             |                             |                             |                             |                             |                             |        |        |                         |                         | マルキア                | マルキア                | マルキア                | マルキア                | マルキア       | マルキア       |                             |                             | 大トラヤヌス                | 大トラヤヌス                | 大トラヤヌス                | 大トラヤヌス                | 大トラヤヌス | 大トラヤヌス |                         |                         | ネルウァ                | ネルウァ                | ネルウァ                | ネルウァ                | ネルウァ   | ネルウァ   |                             |                             | ウルピア                    | ウルピア                    | ウルピア                    | ウルピア                    | ウルピア                | ウルピア                |                           |                           |                           |                           |                           |                           |                   |                   |                           |                           |                           |                           |                           |                           |  |  |                   |                   |                   |                   |                   |                   |
|  |  |  |  |                             |                             |                             |                             |                             |                             |        |        |                         |                         | マルキア                | マルキア                | マルキア                | マルキア                | マルキア       | マルキア       |                             |                             | 大トラヤヌス                | 大トラヤヌス                | 大トラヤヌス                | 大トラヤヌス                | 大トラヤヌス | 大トラヤヌス |                         |                         | ネルウァ                | ネルウァ                | ネルウァ                | ネルウァ                | ネルウァ   | ネルウァ   |                             |                             | ウルピア                    | ウルピア                    | ウルピア                    | ウルピア                    | ウルピア                | ウルピア                |                           |                           |                           |                           |                           |                           |                   |                   |                           |                           |                           |                           |                           |                           |  |  |                   |                   |                   |                   |                   |                   |
|  |  |  |  |                             |                             |                             |                             |                             |                             |        |        |                         |                         |                         |                         |                         |                         |                |                |                             |                             |                             |                             |                             |                             |              |              |                         |                         |                         |                         |                         |                         |            |            |                             |                             |                             |                             |                             |                             |                         |                         |                           |                           |                           |                           |                           |                           |                   |                   |                           |                           |                           |                           |                           |                           |  |  |                   |                   |                   |                   |                   |                   |
|  |  |  |  |                             |                             |                             |                             |                             |                             |        |        |                         |                         |                         |                         |                         |                         |                |                |                             |                             |                             |                             |                             |                             |              |              |                         |                         |                         |                         |                         |                         |            |            |                             |                             |                             |                             |                             |                             |                         |                         |                           |                           |                           |                           |                           |                           |                   |                   |                           |                           |                           |                           |                           |                           |  |  |                   |                   |                   |                   |                   |                   |
|  |  |  |  |                             |                             |                             |                             |                             |                             |        |        |                         |                         | マルキアナ              | マルキアナ              | マルキアナ              | マルキアナ              | マルキアナ     | マルキアナ     |                             |                             | トラヤヌス                  | トラヤヌス                  | トラヤヌス                  | トラヤヌス                  | トラヤヌス   | トラヤヌス   |                         |                         | ポンペイア              | ポンペイア              | ポンペイア              | ポンペイア              | ポンペイア | ポンペイア |                             |                             |                             |                             |                             |                             |                         |                         |                           |                           |                           |                           |                           |                           |                   |                   |                           |                           |                           |                           |                           |                           |  |  |                   |                   |                   |                   |                   |                   |
|  |  |  |  |                             |                             |                             |                             |                             |                             |        |        |                         |                         | マルキアナ              | マルキアナ              | マルキアナ              | マルキアナ              | マルキアナ     | マルキアナ     |                             |                             | トラヤヌス                  | トラヤヌス                  | トラヤヌス                  | トラヤヌス                  | トラヤヌス   | トラヤヌス   |                         |                         | ポンペイア              | ポンペイア              | ポンペイア              | ポンペイア              | ポンペイア | ポンペイア |                             |                             |                             |                             |                             |                             |                         |                         |                           |                           |                           |                           |                           |                           |                   |                   |                           |                           |                           |                           |                           |                           |  |  |                   |                   |                   |                   |                   |                   |
|  |  |  |  |                             |                             |                             |                             |                             |                             |        |        |                         |                         |                         |                         |                         |                         |                |                |                             |                             |                             |                             |                             |                             |              |              |                         |                         |                         |                         |                         |                         |            |            |                             |                             | ハドリアヌス・ アフェル     | ハドリアヌス・ アフェル     | ハドリアヌス・ アフェル     | ハドリアヌス・ アフェル     | ハドリアヌス・ アフェル | ハドリアヌス・ アフェル |                           |                           | 大パウリナ                | 大パウリナ                | 大パウリナ                | 大パウリナ                | 大パウリナ        | 大パウリナ        |                           |                           |                           |                           |                           |                           |  |  |                   |                   |                   |                   |                   |                   |
|  |  |  |  |                             |                             |                             |                             |                             |                             |        |        |                         |                         |                         |                         |                         |                         |                |                |                             |                             |                             |                             |                             |                             |              |              |                         |                         |                         |                         |                         |                         |            |            |                             |                             | ハドリアヌス・ アフェル     | ハドリアヌス・ アフェル     | ハドリアヌス・ アフェル     | ハドリアヌス・ アフェル     | ハドリアヌス・ アフェル | ハドリアヌス・ アフェル |                           |                           | 大パウリナ                | 大パウリナ                | 大パウリナ                | 大パウリナ                | 大パウリナ        | 大パウリナ        |                           |                           |                           |                           |                           |                           |  |  |                   |                   |                   |                   |                   |                   |
|  |  |  |  |                             |                             | フルギ                      | フルギ                      | フルギ                      | フルギ                      | フルギ | フルギ |                         |                         | マティディア            | マティディア            | マティディア            | マティディア            | マティディア   | マティディア   |                             |                             |                             |                             |                             |                             | サビニウス   | サビニウス   | サビニウス              | サビニウス              | サビニウス              | サビニウス              |                         |                         |            |            |                             |                             |                             |                             |                             |                             |                         |                         |                           |                           |                           |                           |                           |                           |                   |                   |                           |                           |                           |                           |                           |                           |  |  |                   |                   |                   |                   |                   |                   |
|  |  |  |  |                             |                             | フルギ                      | フルギ                      | フルギ                      | フルギ                      | フルギ | フルギ |                         |                         | マティディア            | マティディア            | マティディア            | マティディア            | マティディア   | マティディア   |                             |                             |                             |                             |                             |                             | サビニウス   | サビニウス   | サビニウス              | サビニウス              | サビニウス              | サビニウス              |                         |                         |            |            |                             |                             |                             |                             |                             |                             |                         |                         |                           |                           |                           |                           |                           |                           |                   |                   |                           |                           |                           |                           |                           |                           |  |  |                   |                   |                   |                   |                   |                   |
|  |  |  |  |                             |                             |                             |                             |                             |                             |        |        |                         |                         |                         |                         |                         |                         |                |                |                             |                             |                             |                             |                             |                             |              |              |                         |                         |                         |                         |                         |                         |            |            |                             |                             |                             |                             |                             |                             |                         |                         |                           |                           |                           |                           |                           |                           |                   |                   |                           |                           |                           |                           |                           |                           |  |  |                   |                   |                   |                   |                   |                   |
|  |  |  |  |                             |                             |                             |                             |                             |                             |        |        |                         |                         |                         |                         |                         |                         |                |                |                             |                             |                             |                             |                             |                             |              |              |                         |                         |                         |                         |                         |                         |            |            |                             |                             |                             |                             |                             |                             |                         |                         |                           |                           |                           |                           |                           |                           |                   |                   |                           |                           |                           |                           |                           |                           |  |  |                   |                   |                   |                   |                   |                   |
|  |  |  |  | ルピリア・アンニア          | ルピリア・アンニア          | ルピリア・アンニア          | ルピリア・アンニア          | ルピリア・アンニア          | ルピリア・アンニア          |        |        | アンニウス・ ウェルス   | アンニウス・ ウェルス   | アンニウス・ ウェルス   | アンニウス・ ウェルス   | アンニウス・ ウェルス   | アンニウス・ ウェルス   |                |                | ルピリア                    | ルピリア                    | ルピリア                    | ルピリア                    | ルピリア                    | ルピリア                    |              |              | ウィビア・サビナ        | ウィビア・サビナ        | ウィビア・サビナ        | ウィビア・サビナ        | ウィビア・サビナ        | ウィビア・サビナ        |            |            | ハドリアヌス                | ハドリアヌス                | ハドリアヌス                | ハドリアヌス                | ハドリアヌス                | ハドリアヌス                |                         |                         | アンティノウス            | アンティノウス            | アンティノウス            | アンティノウス            | アンティノウス            | アンティノウス            |                   |                   | 小パウリナ                | 小パウリナ                | 小パウリナ                | 小パウリナ                | 小パウリナ                | 小パウリナ                |  |  |                   |                   |                   |                   |                   |                   |
|  |  |  |  | ルピリア・アンニア          | ルピリア・アンニア          | ルピリア・アンニア          | ルピリア・アンニア          | ルピリア・アンニア          | ルピリア・アンニア          |        |        | アンニウス・ ウェルス   | アンニウス・ ウェルス   | アンニウス・ ウェルス   | アンニウス・ ウェルス   | アンニウス・ ウェルス   | アンニウス・ ウェルス   |                |                | ルピリア                    | ルピリア                    | ルピリア                    | ルピリア                    | ルピリア                    | ルピリア                    |              |              | ウィビア・サビナ        | ウィビア・サビナ        | ウィビア・サビナ        | ウィビア・サビナ        | ウィビア・サビナ        | ウィビア・サビナ        |            |            | ハドリアヌス                | ハドリアヌス                | ハドリアヌス                | ハドリアヌス                | ハドリアヌス                | ハドリアヌス                |                         |                         | アンティノウス            | アンティノウス            | アンティノウス            | アンティノウス            | アンティノウス            | アンティノウス            |                   |                   | 小パウリナ                | 小パウリナ                | 小パウリナ                | 小パウリナ                | 小パウリナ                | 小パウリナ                |  |  |                   |                   |                   |                   |                   |                   |
|  |  |  |  |                             |                             |                             |                             |                             |                             |        |        |                         |                         |                         |                         |                         |                         |                |                |                             |                             |                             |                             |                             |                             |              |              |                         |                         |                         |                         |                         |                         |            |            |                             |                             |                             |                             |                             |                             |                         |                         |                           |                           |                           |                           |                           |                           |                   |                   |                           |                           |                           |                           |                           |                           |  |  |                   |                   |                   |                   |                   |                   |
|  |  |  |  |                             |                             |                             |                             |                             |                             |        |        |                         |                         |                         |                         |                         |                         |                |                |                             |                             |                             |                             |                             |                             |              |              |                         |                         |                         |                         |                         |                         |            |            |                             |                             |                             |                             |                             |                             |                         |                         |                           |                           |                           |                           |                           |                           |                   |                   |                           |                           |                           |                           |                           |                           |  |  |                   |                   |                   |                   |                   |                   |
|  |  |  |  | ドミティア・ ルキッラ       | ドミティア・ ルキッラ       | ドミティア・ ルキッラ       | ドミティア・ ルキッラ       | ドミティア・ ルキッラ       | ドミティア・ ルキッラ       |        |        | アンニウス・ ウェルス   | アンニウス・ ウェルス   | アンニウス・ ウェルス   | アンニウス・ ウェルス   | アンニウス・ ウェルス   | アンニウス・ ウェルス   |                |                | リボ                        | リボ                        | リボ                        | リボ                        | リボ                        | リボ                        |              |              | 大ファウスティナ        | 大ファウスティナ        | 大ファウスティナ        | 大ファウスティナ        | 大ファウスティナ        | 大ファウスティナ        |            |            | アントニヌス・ ピウス       | アントニヌス・ ピウス       | アントニヌス・ ピウス       | アントニヌス・ ピウス       | アントニヌス・ ピウス       | アントニヌス・ ピウス       |                         |                         | ルキウス・ アエリウス     | ルキウス・ アエリウス     | ルキウス・ アエリウス     | ルキウス・ アエリウス     | ルキウス・ アエリウス     | ルキウス・ アエリウス     |                   |                   | ユリア・パウリナ          | ユリア・パウリナ          | ユリア・パウリナ          | ユリア・パウリナ          | ユリア・パウリナ          | ユリア・パウリナ          |  |  |                   |                   |                   |                   |                   |                   |
|  |  |  |  | ドミティア・ ルキッラ       | ドミティア・ ルキッラ       | ドミティア・ ルキッラ       | ドミティア・ ルキッラ       | ドミティア・ ルキッラ       | ドミティア・ ルキッラ       |        |        | アンニウス・ ウェルス   | アンニウス・ ウェルス   | アンニウス・ ウェルス   | アンニウス・ ウェルス   | アンニウス・ ウェルス   | アンニウス・ ウェルス   |                |                | リボ                        | リボ                        | リボ                        | リボ                        | リボ                        | リボ                        |              |              | 大ファウスティナ        | 大ファウスティナ        | 大ファウスティナ        | 大ファウスティナ        | 大ファウスティナ        | 大ファウスティナ        |            |            | アントニヌス・ ピウス       | アントニヌス・ ピウス       | アントニヌス・ ピウス       | アントニヌス・ ピウス       | アントニヌス・ ピウス       | アントニヌス・ ピウス       |                         |                         | ルキウス・ アエリウス     | ルキウス・ アエリウス     | ルキウス・ アエリウス     | ルキウス・ アエリウス     | ルキウス・ アエリウス     | ルキウス・ アエリウス     |                   |                   | ユリア・パウリナ          | ユリア・パウリナ          | ユリア・パウリナ          | ユリア・パウリナ          | ユリア・パウリナ          | ユリア・パウリナ          |  |  |                   |                   |                   |                   |                   |                   |
|  |  |  |  |                             |                             |                             |                             |                             |                             |        |        |                         |                         |                         |                         |                         |                         |                |                |                             |                             |                             |                             |                             |                             |              |              |                         |                         |                         |                         |                         |                         |            |            |                             |                             |                             |                             |                             |                             |                         |                         |                           |                           |                           |                           |                           |                           |                   |                   |                           |                           |                           |                           |                           |                           |  |  |                   |                   |                   |                   |                   |                   |
|  |  |  |  |                             |                             |                             |                             |                             |                             |        |        |                         |                         |                         |                         |                         |                         |                |                |                             |                             |                             |                             |                             |                             |              |              |                         |                         |                         |                         |                         |                         |            |            |                             |                             |                             |                             |                             |                             |                         |                         |                           |                           |                           |                           |                           |                           |                   |                   |                           |                           |                           |                           |                           |                           |  |  |                   |                   |                   |                   |                   |                   |
|  |  |  |  | 大コルニフィキア            | 大コルニフィキア            | 大コルニフィキア            | 大コルニフィキア            | 大コルニフィキア            | 大コルニフィキア            |        |        | マルクス・ アウレリウス | マルクス・ アウレリウス | マルクス・ アウレリウス | マルクス・ アウレリウス | マルクス・ アウレリウス | マルクス・ アウレリウス |                |                | 小ファウスティナ            | 小ファウスティナ            | 小ファウスティナ            | 小ファウスティナ            | 小ファウスティナ            | 小ファウスティナ            |              |              | アウレリア・ ファディラ | アウレリア・ ファディラ | アウレリア・ ファディラ | アウレリア・ ファディラ | アウレリア・ ファディラ | アウレリア・ ファディラ |            |            |                             |                             |                             |                             |                             |                             |                         |                         |                           |                           |                           |                           |                           |                           |                   |                   | サリナトル                | サリナトル                | サリナトル                | サリナトル                | サリナトル                | サリナトル                |  |  |                   |                   |                   |                   |                   |                   |
|  |  |  |  | 大コルニフィキア            | 大コルニフィキア            | 大コルニフィキア            | 大コルニフィキア            | 大コルニフィキア            | 大コルニフィキア            |        |        | マルクス・ アウレリウス | マルクス・ アウレリウス | マルクス・ アウレリウス | マルクス・ アウレリウス | マルクス・ アウレリウス | マルクス・ アウレリウス |                |                | 小ファウスティナ            | 小ファウスティナ            | 小ファウスティナ            | 小ファウスティナ            | 小ファウスティナ            | 小ファウスティナ            |              |              | アウレリア・ ファディラ | アウレリア・ ファディラ | アウレリア・ ファディラ | アウレリア・ ファディラ | アウレリア・ ファディラ | アウレリア・ ファディラ |            |            |                             |                             |                             |                             |                             |                             |                         |                         |                           |                           |                           |                           |                           |                           |                   |                   | サリナトル                | サリナトル                | サリナトル                | サリナトル                | サリナトル                | サリナトル                |  |  |                   |                   |                   |                   |                   |                   |
|  |  |  |  |                             |                             |                             |                             |                             |                             |        |        |                         |                         |                         |                         |                         |                         |                |                |                             |                             |                             |                             |                             |                             |              |              |                         |                         |                         |                         |                         |                         |            |            |                             |                             |                             |                             |                             |                             |                         |                         |                           |                           |                           |                           |                           |                           |                   |                   |                           |                           |                           |                           |                           |                           |  |  |                   |                   |                   |                   |                   |                   |
|  |  |  |  |                             |                             |                             |                             |                             |                             |        |        |                         |                         |                         |                         |                         |                         |                |                |                             |                             |                             |                             |                             |                             |              |              |                         |                         |                         |                         |                         |                         |            |            |                             |                             |                             |                             |                             |                             |                         |                         |                           |                           |                           |                           |                           |                           |                   |                   |                           |                           |                           |                           |                           |                           |  |  |                   |                   |                   |                   |                   |                   |
|  |  |  |  | 小コルニフィキア            | 小コルニフィキア            | 小コルニフィキア            | 小コルニフィキア            | 小コルニフィキア            | 小コルニフィキア            |        |        | ファディッラ            | ファディッラ            | ファディッラ            | ファディッラ            | ファディッラ            | ファディッラ            |                |                | コンモドゥス                | コンモドゥス                | コンモドゥス                | コンモドゥス                | コンモドゥス                | コンモドゥス                |              |              | ルキッラ                | ルキッラ                | ルキッラ                | ルキッラ                | ルキッラ                | ルキッラ                |            |            | ルキウス・ウェルス          | ルキウス・ウェルス          | ルキウス・ウェルス          | ルキウス・ウェルス          | ルキウス・ウェルス          | ルキウス・ウェルス          |                         |                         | ケイオニア・ プラウティア | ケイオニア・ プラウティア | ケイオニア・ プラウティア | ケイオニア・ プラウティア | ケイオニア・ プラウティア | ケイオニア・ プラウティア |                   |                   |                           |                           |                           |                           |                           |                           |  |  |                   |                   |                   |                   |                   |                   |
|  |  |  |  | 小コルニフィキア            | 小コルニフィキア            | 小コルニフィキア            | 小コルニフィキア            | 小コルニフィキア            | 小コルニフィキア            |        |        | ファディッラ            | ファディッラ            | ファディッラ            | ファディッラ            | ファディッラ            | ファディッラ            |                |                | コンモドゥス                | コンモドゥス                | コンモドゥス                | コンモドゥス                | コンモドゥス                | コンモドゥス                |              |              | ルキッラ                | ルキッラ                | ルキッラ                | ルキッラ                | ルキッラ                | ルキッラ                |            |            | ルキウス・ウェルス          | ルキウス・ウェルス          | ルキウス・ウェルス          | ルキウス・ウェルス          | ルキウス・ウェルス          | ルキウス・ウェルス          |                         |                         | ケイオニア・ プラウティア | ケイオニア・ プラウティア | ケイオニア・ プラウティア | ケイオニア・ プラウティア | ケイオニア・ プラウティア | ケイオニア・ プラウティア |                   |                   |                           |                           |                           |                           |                           |                           |  |  |                   |                   |                   |                   |                   |                   |
|  |  |  |  |                             |                             |                             |                             |                             |                             |        |        |                         |                         |                         |                         |                         |                         |                |                |                             |                             |                             |                             |                             |                             |              |              |                         |                         |                         |                         |                         |                         |            |            |                             |                             |                             |                             |                             |                             |                         |                         |                           |                           |                           |                           |                           |                           |                   |                   |                           |                           |                           |                           |                           |                           |  |  |                   |                   |                   |                   |                   |                   |
|  |  |  |  |                             |                             |                             |                             |                             |                             |        |        |                         |                         |                         |                         |                         |                         |                |                |                             |                             |                             |                             |                             |                             |              |              |                         |                         |                         |                         |                         |                         |            |            |                             |                             |                             |                             |                             |                             |                         |                         |                           |                           |                           |                           |                           |                           |                   |                   |                           |                           |                           |                           |                           |                           |  |  |                   |                   |                   |                   |                   |                   |
|  |  |  |  | アンニア・ ファウスティナ   | アンニア・ ファウスティナ   | アンニア・ ファウスティナ   | アンニア・ ファウスティナ   | アンニア・ ファウスティナ   | アンニア・ ファウスティナ   |        |        |                         |                         |                         |                         | ユリア・マエサ          | ユリア・マエサ          | ユリア・マエサ | ユリア・マエサ | ユリア・マエサ              | ユリア・マエサ              |                             |                             |                             |                             |              |              | ユリア・ドムナ          | ユリア・ドムナ          | ユリア・ドムナ          | ユリア・ドムナ          | ユリア・ドムナ          | ユリア・ドムナ          |            |            | セプティミウス・ セウェルス | セプティミウス・ セウェルス | セプティミウス・ セウェルス | セプティミウス・ セウェルス | セプティミウス・ セウェルス | セプティミウス・ セウェルス |                         |                         | セルウィリア・ ケイオニア | セルウィリア・ ケイオニア | セルウィリア・ ケイオニア | セルウィリア・ ケイオニア | セルウィリア・ ケイオニア | セルウィリア・ ケイオニア |                   |                   |                           |                           |                           |                           |                           |                           |  |  | ゴルディアヌス1世 | ゴルディアヌス1世 | ゴルディアヌス1世 | ゴルディアヌス1世 | ゴルディアヌス1世 | ゴルディアヌス1世 |
|  |  |  |  | アンニア・ ファウスティナ   | アンニア・ ファウスティナ   | アンニア・ ファウスティナ   | アンニア・ ファウスティナ   | アンニア・ ファウスティナ   | アンニア・ ファウスティナ   |        |        |                         |                         |                         |                         | ユリア・マエサ          | ユリア・マエサ          | ユリア・マエサ | ユリア・マエサ | ユリア・マエサ              | ユリア・マエサ              |                             |                             |                             |                             |              |              | ユリア・ドムナ          | ユリア・ドムナ          | ユリア・ドムナ          | ユリア・ドムナ          | ユリア・ドムナ          | ユリア・ドムナ          |            |            | セプティミウス・ セウェルス | セプティミウス・ セウェルス | セプティミウス・ セウェルス | セプティミウス・ セウェルス | セプティミウス・ セウェルス | セプティミウス・ セウェルス |                         |                         | セルウィリア・ ケイオニア | セルウィリア・ ケイオニア | セルウィリア・ ケイオニア | セルウィリア・ ケイオニア | セルウィリア・ ケイオニア | セルウィリア・ ケイオニア |                   |                   |                           |                           |                           |                           |                           |                           |  |  | ゴルディアヌス1世 | ゴルディアヌス1世 | ゴルディアヌス1世 | ゴルディアヌス1世 | ゴルディアヌス1世 | ゴルディアヌス1世 |
|  |  |  |  |                             |                             |                             |                             |                             |                             |        |        |                         |                         |                         |                         |                         |                         |                |                |                             |                             |                             |                             |                             |                             |              |              |                         |                         |                         |                         |                         |                         |            |            |                             |                             |                             |                             |                             |                             |                         |                         |                           |                           |                           |                           |                           |                           |                   |                   |                           |                           |                           |                           |                           |                           |  |  |                   |                   |                   |                   |                   |                   |
|  |  |  |  |                             |                             |                             |                             |                             |                             |        |        |                         |                         |                         |                         |                         |                         |                |                |                             |                             |                             |                             |                             |                             |              |              |                         |                         |                         |                         |                         |                         |            |            |                             |                             |                             |                             |                             |                             |                         |                         |                           |                           |                           |                           |                           |                           |                   |                   |                           |                           |                           |                           |                           |                           |  |  |                   |                   |                   |                   |                   |                   |
|  |  |  |  |                             |                             |                             |                             |                             |                             |        |        | ユリア・ソエミアス      | ユリア・ソエミアス      | ユリア・ソエミアス      | ユリア・ソエミアス      | ユリア・ソエミアス      | ユリア・ソエミアス      |                |                | ユリア・アウィタ            | ユリア・アウィタ            | ユリア・アウィタ            | ユリア・アウィタ            | ユリア・アウィタ            | ユリア・アウィタ            |              |              | カラカラ                | カラカラ                | カラカラ                | カラカラ                | カラカラ                | カラカラ                |            |            | ゲタ                        | ゲタ                        | ゲタ                        | ゲタ                        | ゲタ                        | ゲタ                        |                         |                         | リキニウス・ バルブス     | リキニウス・ バルブス     | リキニウス・ バルブス     | リキニウス・ バルブス     | リキニウス・ バルブス     | リキニウス・ バルブス     |                   |                   | アントニア・ ゴルディアナ | アントニア・ ゴルディアナ | アントニア・ ゴルディアナ | アントニア・ ゴルディアナ | アントニア・ ゴルディアナ | アントニア・ ゴルディアナ |  |  | ゴルディアヌス2世 | ゴルディアヌス2世 | ゴルディアヌス2世 | ゴルディアヌス2世 | ゴルディアヌス2世 | ゴルディアヌス2世 |
|  |  |  |  |                             |                             |                             |                             |                             |                             |        |        | ユリア・ソエミアス      | ユリア・ソエミアス      | ユリア・ソエミアス      | ユリア・ソエミアス      | ユリア・ソエミアス      | ユリア・ソエミアス      |                |                | ユリア・アウィタ            | ユリア・アウィタ            | ユリア・アウィタ            | ユリア・アウィタ            | ユリア・アウィタ            | ユリア・アウィタ            |              |              | カラカラ                | カラカラ                | カラカラ                | カラカラ                | カラカラ                | カラカラ                |            |            | ゲタ                        | ゲタ                        | ゲタ                        | ゲタ                        | ゲタ                        | ゲタ                        |                         |                         | リキニウス・ バルブス     | リキニウス・ バルブス     | リキニウス・ バルブス     | リキニウス・ バルブス     | リキニウス・ バルブス     | リキニウス・ バルブス     |                   |                   | アントニア・ ゴルディアナ | アントニア・ ゴルディアナ | アントニア・ ゴルディアナ | アントニア・ ゴルディアナ | アントニア・ ゴルディアナ | アントニア・ ゴルディアナ |  |  | ゴルディアヌス2世 | ゴルディアヌス2世 | ゴルディアヌス2世 | ゴルディアヌス2世 | ゴルディアヌス2世 | ゴルディアヌス2世 |
|  |  |  |  |                             |                             |                             |                             |                             |                             |        |        |                         |                         |                         |                         |                         |                         |                |                |                             |                             |                             |                             |                             |                             |              |              |                         |                         |                         |                         |                         |                         |            |            |                             |                             |                             |                             |                             |                             |                         |                         |                           |                           |                           |                           |                           |                           |                   |                   |                           |                           |                           |                           |                           |                           |  |  |                   |                   |                   |                   |                   |                   |
|  |  |  |  | アウレリア・ ファウスティナ | アウレリア・ ファウスティナ | アウレリア・ ファウスティナ | アウレリア・ ファウスティナ | アウレリア・ ファウスティナ | アウレリア・ ファウスティナ |        |        | ヘリオガバルス          | ヘリオガバルス          | ヘリオガバルス          | ヘリオガバルス          | ヘリオガバルス          | ヘリオガバルス          |                |                | アレクサンデル・ セウェルス | アレクサンデル・ セウェルス | アレクサンデル・ セウェルス | アレクサンデル・ セウェルス | アレクサンデル・ セウェルス | アレクサンデル・ セウェルス |              |              |                         |                         |                         |                         |                         |                         |            |            |                             |                             |                             |                             |                             |                             |                         |                         |                           |                           |                           |                           | ゴルディアヌス3世         | ゴルディアヌス3世         | ゴルディアヌス3世 | ゴルディアヌス3世 | ゴルディアヌス3世         | ゴルディアヌス3世         |                           |                           |                           |                           |  |  |                   |                   |                   |                   |                   |                   |
|  |  |  |  | アウレリア・ ファウスティナ | アウレリア・ ファウスティナ | アウレリア・ ファウスティナ | アウレリア・ ファウスティナ | アウレリア・ ファウスティナ | アウレリア・ ファウスティナ |        |        | ヘリオガバルス          | ヘリオガバルス          | ヘリオガバルス          | ヘリオガバルス          | ヘリオガバルス          | ヘリオガバルス          |                |                | アレクサンデル・ セウェルス | アレクサンデル・ セウェルス | アレクサンデル・ セウェルス | アレクサンデル・ セウェルス | アレクサンデル・ セウェルス | アレクサンデル・ セウェルス |              |              |                         |                         |                         |                         |                         |                         |            |            |                             |                             |                             |                             |                             |                             |                         |                         |                           |                           |                           |                           | ゴルディアヌス3世         | ゴルディアヌス3世         | ゴルディアヌス3世 | ゴルディアヌス3世 | ゴルディアヌス3世         | ゴルディアヌス3世         |                           |                           |                           |                           |  |  |                   |                   |                   |                   |                   |                   |

## 評価
ネルウァ＝アントニヌス朝に、いわゆる実力主義の皇帝たちという歴史的解釈を与えたのは、近世イタリアの政治思想家ニッコロ・マキャヴェッリである。
| 「 | 歴史から我々は良い国家がどのようにして統治されるべきか学べる可能性がある。この時代の皇帝たちはいずれも養子によって実力ある者を皇帝に据えることを最善とした。その結果、ネルウァからアウレリウスまでの5人の皇帝は善政を布いた。そして直系による血族世襲が再開されて再び衰退が始まったのだ。（1503年「ティトゥス・リウィウスについての論説」より）. | 」 |

加えてマキャヴェッリは、こうした実力による統治者の選抜は国民からの支持にも繋がると主張した。
| 「 | 五賢帝たちは軍や近衛兵隊の護衛を必要とせず、彼ら自身への敬意と元老院の後ろ盾で身を守ったのである。 | 」 |

18世紀の歴史家エドワード・ギボンは「知恵と美徳の中で、ローマ帝国が統治された時、帝国は最良の時代を迎えた」と主張した。ギボンは5人の皇帝たちが「慈悲深い独裁者」であると考える一方で、後の皇帝たちが残虐で語るに値しない君主であると一方的に批判する傾向にあった。
| 「 | 私は躊躇することなく、ドミティアヌスの死からコモドゥスの即位までを「世界最良の時代」と名付けるだろう。巨大な帝国は美徳と知恵の中で皇帝に導かれた。強大化した帝国軍は賢明な皇帝たちによって抑えられ、また民衆に対してはその代表者として振舞うことを心がけた。ローマは共和政時代の自由と繁栄を取り戻したのである。 | 」 |

この偏った歴史観は長年にわたって定着していたが、近年の古代史学ではこうしたマキャヴェッリやギボンの史観は否定される流れにある。その上、「養子縁組による実力主義」というマキャヴェッリの主張も疑わしいと考えられている。前述の状況に加え、ティベリウス・ネロ・カリグラといった、直系の血統でないにもかかわらず後継者不足から法律上の養子として帝位を得ている人物は、後にも先にも存在している。そしてそうした「養子皇帝」たちは、必ずしも善政を布くばかりではなかったのである。